# Журавненська селищна рада

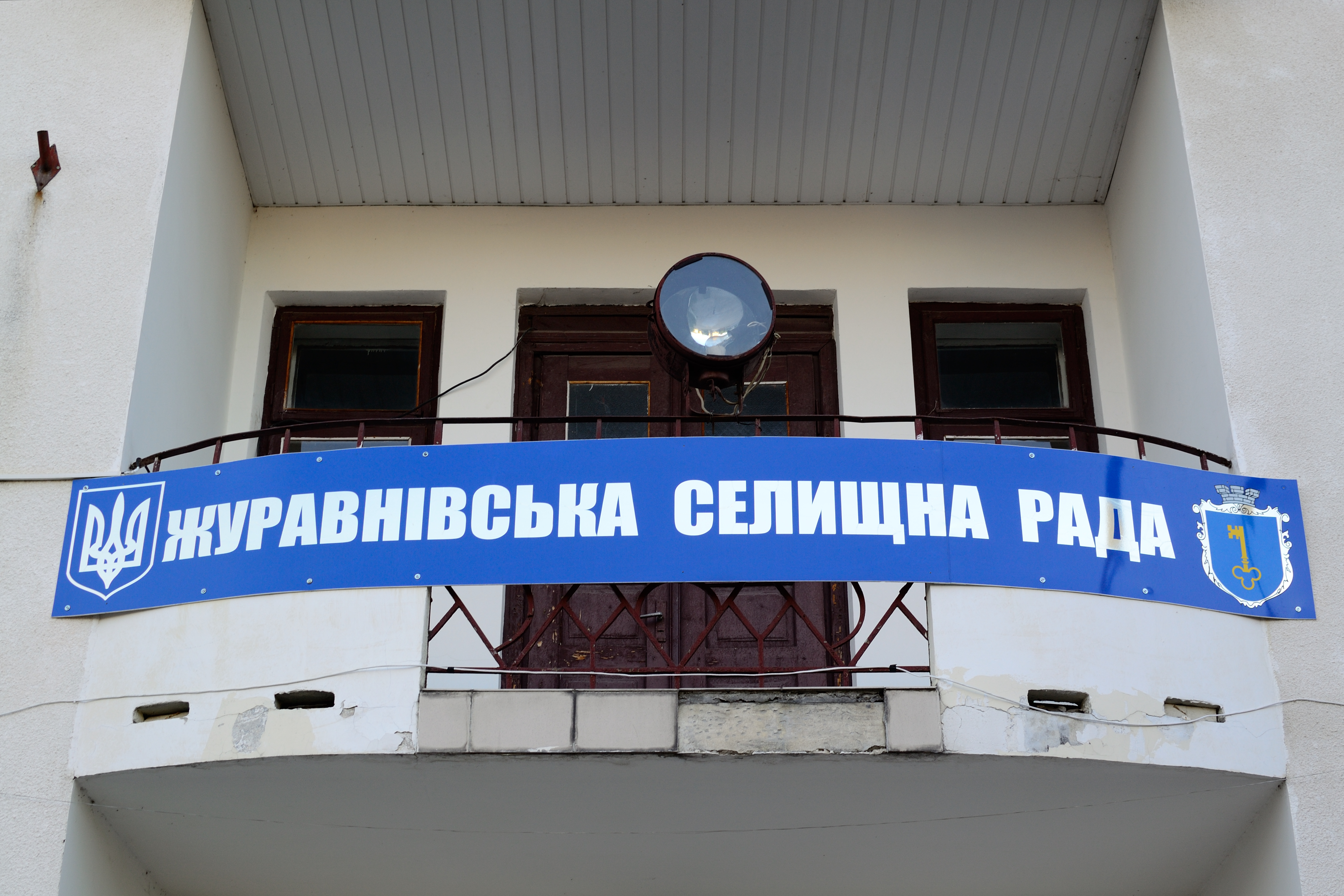
Напис над приміщенням ради.

Жура́внівська се́лищна ра́да — адміністративно-територіальна одиниця та орган місцевого самоврядування в Стрийському районі , Львівської області. Адміністративний центр — селище міського типу Журавно.

## Загальні відомості
- Територія ради: 39,136 км²
- Населення ради: 11 171 особа (станом на 2001 рік)
- Територією ради протікають річки Дністер, Свіча,  Крехівка .

## Склад ради
Рада складається з 20 депутатів та голови.
- Голова ради: Вітер Василь Володимирович
- Секретар ради: Демків Лариса Юріївна

### Керівний склад попередніх скликань
| Прізвище, ім'я, по батькові | Основні відомості                                                       | Дата обрання | Дата звільнення |
| --------------------------- | ----------------------------------------------------------------------- | ------------ | --------------- |
| Колос Ярослав Михайлович    | Селищний голова, 7194 року народження, член Української Народної Партії | 26.03.2006   | 31.10.2010      |
| Вітер Василь Володимирович  | Селищний голова, 1955 року народження, освіта вища, безпартійний        | 31.10.2010   |                 |

Примітка: таблиця складена за даними сайту Верховної Ради України

### Депутати
За результатами місцевих виборів 2010 року депутатами ради стали:

#### За суб'єктами висування
| Суб'єкт висування                                       | Кількість обраних депутатів | %  |
| ------------------------------------------------------- | --------------------------- | -- |
| Самовисування                                           | 18                          | 90 |
| Політична партія Всеукраїнське об'єднання «Батьківщина» | 2                           | 10 |

#### За округами
| № округу                                                | Прізвище, ім'я, по батькові      | Дата визнання обраним | Освіта             | Партійна приналежність                        | Відомості про обраного депутата                                                                             |
| ------------------------------------------------------- | -------------------------------- | --------------------- | ------------------ | --------------------------------------------- | --- |
| Політична партія Всеукраїнське об'єднання «Батьківщина» |                                  |                       |                    |                                               | |
| 3                                                       | Ковалишин Ірина Євгеніївна       | 05.11.2010            | вища               | член Всеукраїнського об'єднання «Батьківщина» | Журавнівська міська лікарня, сімейний лікар                                                                 |
| 15                                                      | Олеськів Галина Ігорівна         | 05.11.2010            | середня спеціальна | член Всеукраїнського об'єднання «Батьківщина» | Журавнівський дитячий протитуберкульзний санаторій, старша медична сестра                                   |
| Самовисування                                           |                                  |                       |                    |                                               | |
| 1                                                       | Ягніщак Іван Ярославович         | 05.11.2010            | середня            | позапартійний                                 | Академія державного управління смт Брюховичі, студент                                                       |
| 2                                                       | Порціна Андрій Ігорович          | 05.11.2010            | вища               | позапартійний                                 | приватний підприємець                                                                                       |
| 4                                                       | Андрейків Марія Степанівна       | 05.11.2010            | вища               | позапартійна                                  | тимчасово не працює                                                                                         |
| 5                                                       | Цибак Марія Андріївна            | 05.11.2010            | вища               | позапартійна                                  | тимчасово не працює                                                                                         |
| 6                                                       | Романкевич Ольга Іванівна        | 05.11.2010            | вища               | позапартійна                                  | Монастирецька загальноосвітня школа, вчитель                                                                |
| 7                                                       | Малашій Марія Романівна          | 05.11.2010            | вища               | позапартійна                                  | ТзОВ Леоні м. Стрий, фахівець відділу контролю якості                                                       |
| 8                                                       | Слюзар Наталія Михайлівна        | 05.11.2010            | вища               | позапартійна                                  | Журавнівське споживче товариство, голова правління                                                          |
| 9                                                       | Кузик Назар Євгенійович          | 05.11.2010            | вища               | позапартійний                                 | Журавненський навчально-виховний комплекс «загальноосвітня школа-ліцей», вчитель                            |
| 10                                                      | Кравчук Ірина Ярославівна        | 05.11.2010            | вища               | позапартійна                                  | Журавнівська міська лікарня, лікар-лаборант                                                                 |
| 11                                                      | Дмитрук Марія Степанівна         | 05.11.2010            | середня спеціальна | позапартійна                                  | смт Журавно, реалізатор у приватного підприємця                                                             |
| 12                                                      | Самборська Надія Григорівна      | 05.11.2010            | вища               | позапартійна                                  | Жидачівська РДА, Управління праці та соціального захисту населення, головний державний соціальний інспектор |
| 13                                                      | Демків Лариса Юріївна            | 05.11.2010            | вища               | позапартійна                                  | Журавнівська селищна рада, секретар                                                                         |
| 14                                                      | Чехрій Галина Миколаївна         | 05.11.2010            | середня спеціальна | позапартійна                                  | Журавнівська міська лікарня, медична сестра                                                                 |
| 16                                                      | Магерко Олександра Володимирівна | 05.11.2010            | вища               | позапартійна                                  | Журавненський навчально-виховний комплекс «загальноосвітня школа-ліцей», вчитель                            |
| 17                                                      | Поштар Руслана Степанівна        | 05.11.2010            | вища               | позапартійна                                  | Журавнівський дошкільний навчальний заклад «Пролісок», керівник                                             |
| 18                                                      | Лико Володимир Васильович        | 05.11.2010            | вища               | позапартійний                                 | приватний підприємець                                                                                       |
| 19                                                      | Левенець Олег Миколайович        | 05.11.2010            | середня спеціальна | позапартійний                                 | Львівський кооперативний коледж економіки і права, студент                                                  |
| 20                                                      | Михайлишин Микола Іванович       | 05.11.2010            | середня спеціальна | позапартійний                                 | Львівська залізниця, робітник                                                                               |